# Common Public License

CPL (Common Public License) — лицензия на свободное ПО, разработанная IBM.
Одобрена организацией «Фонд свободного программного обеспечения» (FSF), но содержит несколько ключевых отличий от лицензии GPL.

### Переводы на русский
- Перевод CPL v1.0 от ООО «Студия «Прорыв» (недоступная ссылка)
- Перевод Часто задаваемых вопросов по CPL от ООО «Студия «Прорыв» (недоступная ссылка)